# Danijel Majkić
Danijel Majkić (* 16. Dezember 1987 in Banja Luka) ist ein bosnisch-herzegowinischer Fußballspieler.

## Karriere
Danijel Majkić begann seine Karriere beim FK Velež Mostar. 2010 wechselte er zum russischen Erstligisten Krylja Sowetow Samara, für den er allerdings kein Pflichtspiel bestritt. So ging der Mittelfeldspieler im März 2011 in die russische zweite Liga zu Baltika Kaliningrad. Im Februar 2012 wurde er vom kasachischen Verein Schachtjor Qaraghandy verpflichtet.

## Erfolge
- Kasachischer Meister 2012